# 10221 Кубрик
10221 Кубрик (10221 Kubrick) — астероїд головного поясу, відкритий 28 жовтня 1997 року.
Тіссеранів параметр щодо Юпітера — 3,495.
Названий на честь кіно-митця Стенлі Кубрика.